# Edward Lear

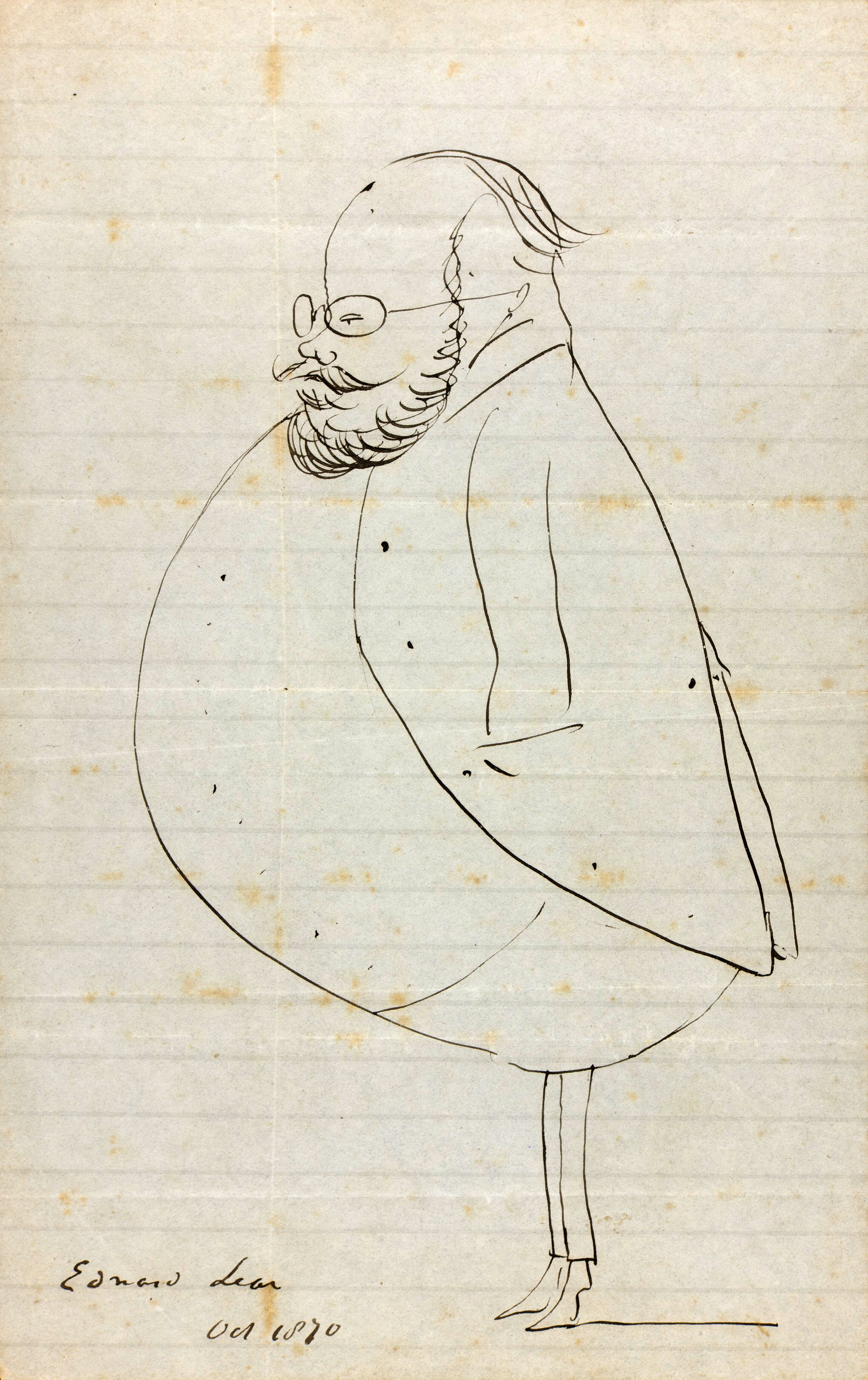
Edward Lear (1870)

Edward Lear (12. května 1812, Londýn – 29. ledna 1888, San Remo) byl anglický ilustrátor a spisovatel, který proslul svými nonsensovými básněmi a tzv. „limeriky“ (limericks).

## Život
Narodil se v Highgate v Londýně jako předposlední dvacátý potomek zámožného makléře, a byl vychováván o 21 let starší sestrou Annou. Trpěl od mládí nepevným zdravím, od sedmi let měl záchvaty epilepsie, potíže dýchacích cest, na sklonku života částečně oslepl. Po otcově obchodním krachu se v patnácti musel se sestrou odstěhovat z domova. Sám se nikdy neoženil a vlastní děti neměl.

## Dílo
V devatenácti letech vydal knihu přírodopisných kreseb papoušků. Přes svůj trvající zájem a snahu o přírodopisné ilustrace se proslavil spíše jako spisovatel knížek pro děti. Ve dvaceti čtyřech letech mu vyšla jeho Velká kniha nesmyslů (A Book of Nonsense), sbírka limeriků, jež tuto krátkou básnickou formu proslavila. Celkem limeriků napsal přes dvě stě. Další známá básnická díla jsou Sedm rodin od jezera Piplpopl (The History of the Seven Families of the Lake Pipple-Popple) a báseň Sova a Kočička (The Owl and the Pussycat), kterou napsal pro děti svého mecenáše.
Do češtiny se zapsal hlavně díky překladům Antonína Přidala, Kniha třesků a plesků (Odeon, Praha 1984), Velká kniha nesmyslů (Mladá fronta, Praha 1998), viz například následující limeriky:
Byl jeden dědeček v Szegedu,
který jel na starém medvědu.
Když se ptali: „Kluše?“
Odpověděl suše:
„Je z rodu neklusavých medvědů.“
a další:
Byl jeden dědeček na voru,
volal: "Já pluji k obzoru!"
Když mu řekli:"Omyl!"
Duševně se zlomil,
ten nešťastný dědeček na voru.
V roce 2004 vyšel i v překladu Jana Vladislava Třesky, plesky, česky (ISBN 80-7341-226-8). Naposledy vyšel v roce 2007 v knize Sviňule pyramidální a jiné nesmysly (Dokořán, překlad Antonín Přidal, ISBN 978-80-7363-177-2).

## Zajímavosti

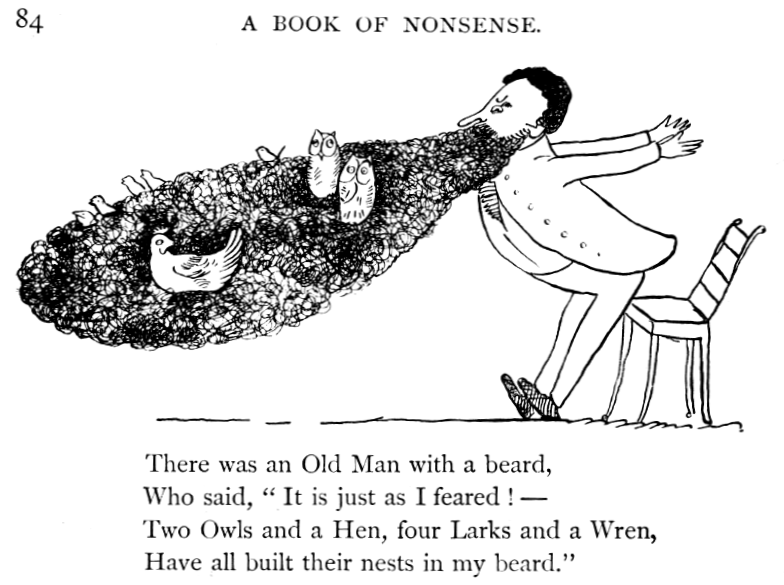
A Book of Nonsense

České překlady obvykle nedodržují pevné rytmické schema pravého limericku, srovnej odkaz níže. V limericku č. 45 této sbírky Lear uvádí Prague a plague (= mor, vyslov plejg), což vnucuje výslovnost [prejg].
Jedná se o dosti běžný prostředek používaný v anglicky psané poezii, tzv. eye-rhyme, rým, který funguje pouze vizuálně, viz https://www.britannica.com/art/eye-rhyme.